# Mednarodno letališče Carriel Sur
Mednarodno letališče Carriel Sur (špansko Aeropuerto Internacional Carriel Sur) je letališče v Čile, ki primarno oskrbuje Veliki Concepción.

## Letalske družbe
Letalske družbe, ki opravljajo redne lete na letališču, so:
- LAN Airlines
  - Santiago de Chile, Čile / Mednarodno letališče Comodoro Arturo Merino Benítez
- Sky Airline
  - Santiago de Chile, Čile / Mednarodno letališče Comodoro Arturo Merino Benítez
  - Temuco, Čile / Letališče Maquehue
  - Pucón, Čile / Letališče Pucón
  - Puerto Montt, Čile / Mednarodno letališče El Tepual
- PAL Airlines
  - Santiago de Chile, Čile / Mednarodno letališče Comodoro Arturo Merino Benítez